# HD 44131
HD 44131，又名BD-02 1564，SAO 133118、HR 2275，是一颗恒星，视星等为4.9，位于銀經211.97，銀緯-8.34，其B1900.0坐标为赤經6h 14m 59.1s，赤緯-2° -8.34′ 7″。